# 임프 (신화)

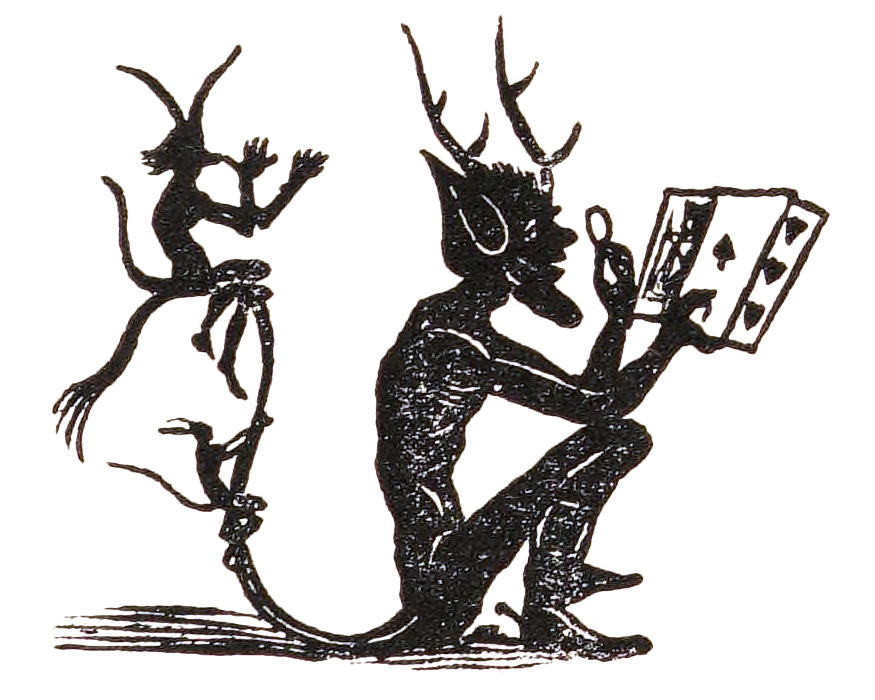
1838년 경의 일러스트레이션

임프(imp)는 요정이나 악마와 유사한 유럽 신화의 존재로 민간 전설과 미신에서 자주 묘사된다. 이 단어는 어린 접목나무를 나타내는 데 사용되는 ympe라는 용어에서 파생되었을 수 있다.
임프는 심각하게 위협적이거나 위험한 존재라기보다는 귀찮고 짓궂은 존재로 묘사되는 경우가 많으며, 중요한 초자연적 존재라기보다는 하급 존재로 묘사되는 경우가 많다. 악마의 수행원은 때때로 임프(imps)로 묘사된다. 그들은 일반적으로 활기차고 키가 작은 것으로 묘사된다.

## 같이 보기
- 악령
- 고블린
- 레프러콘
- 트롤